# Blang Weu Panjou
Blang Weu Panjou is een bestuurslaag in het regentschap Lhokseumawe van de provincie Atjeh, Indonesië. Blang Weu Panjou telt 916 inwoners (volkstelling 2010).